# Anthaxia nigroaenea
Anthaxia (Haplanthaxia) nigroaenea – gatunek chrząszcza z rodziny bogatkowatych i podrodziny Buprestinae.
Gatunek ten został opisany w 2014 roku przez Svatopluk Bílego i Vladimira Sakaliana.
Chrząszcz o ciele długości od 8 do 11,2 mm, wypukłym, klinowatym w obrysie. Wierzch ciała czarny z mosiężnym połyskiem, z wyjątkiem podłużnych wgłębień z tyłu pokryw, gdzie połysk jest czerwonozłoty. Spód ciała czarny z połyskiem czerwonomosiężnym. Czułki u samca dwubarwne: czerwonomosiężne z członami od piątego wzwyż około dwukrotnie szerszymi niż długimi i o żółto zabarwionych połówkach zewnętrznych. Czułki u samicy jednobarwne i z członami od piątego wzwyż półtora raza szerszymi niż długimi. Głowa duża, płytko i szeroko na przedzie wykrojona. Duże, nerkowate oczy mają silnie S-kształtne brzegi wewnętrzne. Na mikrorzeźbę przedplecza składają się poprzeczne zmarszczki, a po bokach małe, wielokątne komórki z drobnymi ziarenkami. Powierzchnia pokryw nierówna: na każdej występuje płytkie wgniecenie za barkami i podłużne wgłębienie z tyłu o odmiennej od pozostałej części rzeźbie.
Kwietniczek ten znany jest z Kenii, Tanzanii i Ugandy.